# 1029
1029 (MXXIX) je bilo navadno leto, ki se je po julijanskem koledarju začelo na sredo.

## Dogodki
- Češki vojvoda Bržetislav I. odvzame Poljakom Moravsko.
- Kordobski kalif Hišam III. končno prežene Hamadide iz Kordobe.

## Rojstva
- 20. januar - Alp Arslan, turški (seldžuški) sultan († 1072)
- 5. julij - Al-Mustansir, fatimidski kalif († 1094)
- Al-Zarkali, španski muslimanski astronom in matematik († 1087)
- protipapež Klemen III. († 1100)
- Robert iz Molesmeja, opat in eden od ustanoviteljev reda cisterjancev († 1111)

## Smrti
- Kušiar, arabski astronom, matematik (* 971)
- Haakon Eiriksson, norveški kralj (* 995)